# الئونور شوارتز
الئونور شوارتز (به انگلیسی: Eleonore Schwarz) (زاده ۱۹۳۶) خواننده اتریشی است.
او نماینده اتریش در یوروویژن ۱۹۶۲ بود.